# Gündüzler, Akdağmadeni
Gündüzler là một xã thuộc huyện Akdağmadeni, tỉnh Yozgat, Thổ Nhĩ Kỳ. Dân số thời điểm năm 2010 là 225 người.